# Helcogramma vulcana
Helcogramma vulcana és una espècie de peix de la família dels tripterígids i de l'ordre dels perciformes que es troba a la Mar de Banda (Indonèsia).
És un peix marí de clima tropical que viu fins als 5 m de fondària.
Els mascles poden assolir 3,8 cm de longitud total.